# Tắc kè giáp lá
Tắc kè giáp lá (danh pháp hai phần: Brookesia perarmata) là một loài thằn lằn trong họ Chamaeleonidae. Loài này được Angel mô tả khoa học đầu tiên năm 1933.